# Tử hình ở Botswana
Hình phạt tử hình ở Botswana là một hình phạt hợp pháp, và thường được áp dụng đối với tội danh giết người trong các tình tiết tăng nặng. Hình phạt tử hình được thực hiện bằng hình thức treo cổ. Trung bình ở Botswana có một vụ tử hình mỗi năm và việc thi hành án thường được thực hiện vài năm sau khi tòa tuyên án. Một vụ tử hình đã được thực hiện vào năm 2016, hai vào năm 2018, một vào năm 2019 và một vào năm 2020.
Một trường hợp gây tranh cãi là Mariette Bosch, một người nhập cư Nam Phi đã bị kết án tử hình vì giết vợ của người tình. Bà bị kết án năm 1999 và bị xử tử hai năm sau đó. Bà là người phụ nữ thứ tư bị xử tử tại quốc gia này kể từ khi độc lập vào năm 1966 và là một trong số ít phụ nữ da trắng từng bị hành quyết ở châu Phi. Bà bị xử tử bằng hình thức treo cổ trong bí mật, và không được thông báo cho người thân.
Tổ chức nhân quyền Ditshwanelo đã vận động chống lại án tử hình. Tính đến năm 2018, hơn 40 quốc gia châu Phi đã ngừng hình phạt tử hình và Botswana hiện là quốc gia duy nhất thực hiện hình phạt này trong Cộng đồng Phát triển Nam Phi. Năm 2020, Mmika Michael Mpe bị treo cổ vì tội giết Reinette Vorster vào năm 2014.